# 100 iarde
Le 100 iarde (in inglese 100 yards) sono una specialità dell'atletica leggera di velocità in linea, non prevista nei programmi ufficiali della World Athletics né da quelli del CIO.
Si svolge su un tracciato lineare di 100 iarde — pari a 91 metri e 44 centimetri — ed è affine alla gara ufficiale dei 100 metri piani.
L'attuale detentore della migliore prestazione mondiale misurata con il cronometro digitale è il giamaicano Asafa Powell, che ad Ostrava, durante una gara sui 100 piani, è transitato ai 91,44 metri in 9"07.
Il miglior rilevamento manuale su tale distanza è attribuito allo statunitense Ivory Crockett con 9 secondi netti, stabilito nel 1974.

## Storia

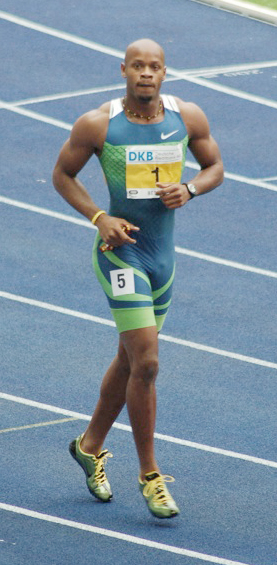
Asafa Powell, detentore della migliore prestazione mondiale

La competizione delle 100 iarde fu inizialmente prevista come la gara di velocità in linea per eccellenza: si teneva su piste in erba o in cenere battuta.
La distanza era dovuta al fatto che tali corse si svolgevano nel Regno Unito, in cui il sistema di misura vigente era quello imperiale britannico; successivamente, con l'estensione delle gare di velocità al continente europeo, prese piede l'uso di omologare quelle tenutesi nel sistema metrico, e gradualmente la distanza si adeguò ai 100 metri, 8 metri e 56 centimetri più lunga delle 100 iarde.
La gara fu in uso nei Giochi del Commonwealth fino al 1966 (il Regno Unito adottò il sistema metrico nel 1972), e oggi è desueta; non facendo parte del programma della World Athletics, laddove tuttora esistente non si tratta di un vero e proprio sprint competitivo sulla distanza, ma di un intertempo preso a 91,44 metri dalla linea di partenza di una corsa sui 100 metri piani.
Il fatto che la World Athletics non preveda gare su tale specifica distanza non esclude che tuttavia, laddove richiesto, possa cronometrarla ufficialmente e omologarla: è, tale, il caso più recente di record in tale specialità.
Il 27 maggio 2010, ad Ostrava (Repubblica Ceca), nel corso del Golden Spike, il velocista Asafa Powell ha stabilito il record sulle 100 iarde; la gara era sui 100 metri piani ma un rilevamento elettronico ha stabilito che la distanza intermedia è stata percorsa in 9 secondi e 7 centesimi; la gara è stata poi conclusa in 9 secondi e 83 centesimi.

## Migliori atleti
Statistiche aggiornate al 25 marzo 2021.
|    | Tempo             | Atleta           | Luogo       | Data           |
| -- | ----------------- | ---------------- | ----------- | -------------- |
| 1. | 9"07 (-0,5 m/s) + | Asafa Powell     | Ostrava     | 27 maggio 2010 |
| 2. | 9"10 (-0,4 m/s) + | Justin Gatlin    | Ostrava     | 17 giugno 2014 |
| 3. | 9"14 (-0,2 m/s) + | Usain Bolt       | Ostrava     | 31 maggio 2011 |
| 4. | 9"19 (-0,2 m/s) + | Steve Mullings   | Ostrava     | 31 maggio 2011 |
| 5. | 9"21 (+1,5 m/s) a | Charles Greene   | Provo       | 16 giugno 1967 |
| 6. | 9"28 (-1,1 m/s) + | Mike Rodgers     | Ostrava     | 20 giugno 2019 |
| 6. | 9"28 (-1,1 m/s) + | Xie Zhenye       | Ostrava     | 20 giugno 2019 |
| 8. | 9"29 (-0,2 m/s) + | Kim Collins      | Ostrava     | 31 maggio 2011 |
| 9. | 9"30 (+0,9 m/s)   | Houston McTear   | Winter Park | 9 maggio 1975  |
| 9. | 9"30 (+1,6 m/s)   | Linford Christie | Edimburgo   | 8 luglio 1994  |
| 9. | 9"30 (-0,2 m/s) + | Daniel Bailey    | Ostrava     | 31 maggio 2011 |
| 9. | 9"30 (-1,1 m/s) + | Andre De Grasse  | Ostrava     | 20 giugno 2019 |